# Veia ilíaca comum
Na anatomia humana, as veias ilíacas comuns são formadas pela junção das veias ilíacas externas e as veias ilíacas internas. São acompanhadas ao longo do seu percurso pelas artérias ilíacas comuns.
No abdómen, a nível da quinta vértebra lombar, as veias ilíacas comuns esquerda e direita juntam-se para formar a veia cava inferior.

## Imagens adicionais

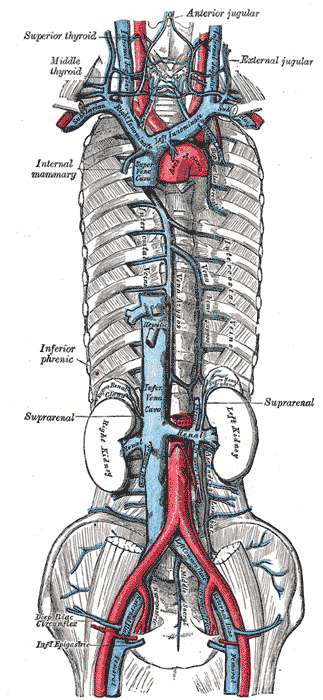
As veias cavas e a veia ázigos, com as suas tributárias.
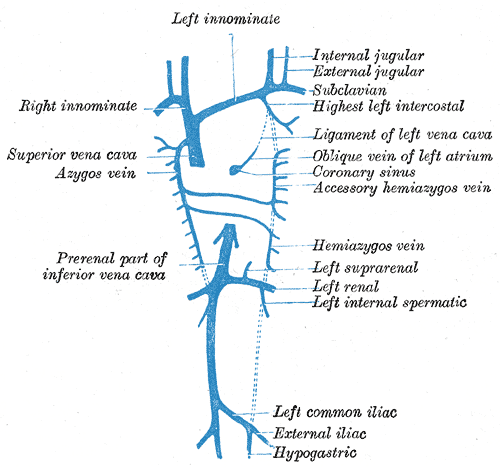
Diagrama mostrando as veias parietais.
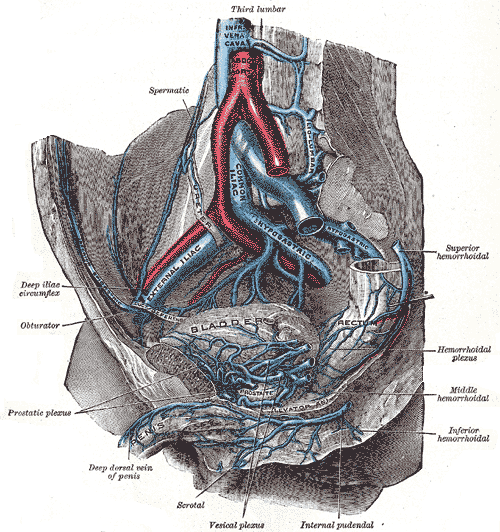
Veias da metade direita da pelve masculina.
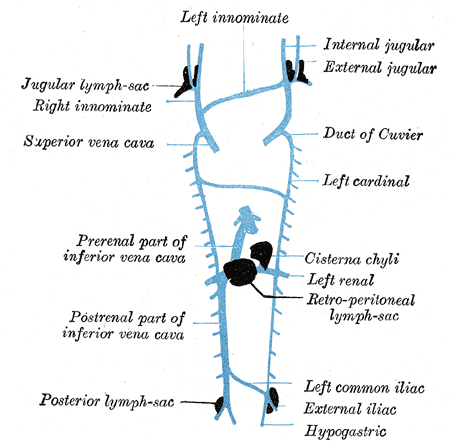
Esquema mostrando as posições relativas dos principais gânglios linfáticos.